# Erms
Die Erms (lat. Armissia) ist ein 32,7 Kilometer langer, überwiegend nordwestlich ausgerichteter, rechter Nebenfluss des Neckars in Baden-Württemberg. Sie entspringt im Norden der mittleren Schwäbischen Alb, durchfließt das nach ihr benannte Ermstal und mündet im Albvorland. Der Fluss und seine Nebengewässer haben ein mächtiges Stirnseitental in die Front des Albtraufs eingeschnitten.

## Name
Der Name der Erms geht zurück auf das römische Armis(s)a, welches selbst wiederum möglicherweise vorrömische Ausgangspunkte hat. Der Name könnte sich von der uridg.  Verbalwurzel *h²er- für 'sich (zusammen)fügen' ableiten. Demnach wären das Benennungsmotiv die zahlreichen Zuflüsse der Erms gewesen.

## Geographie

### Ermsursprung

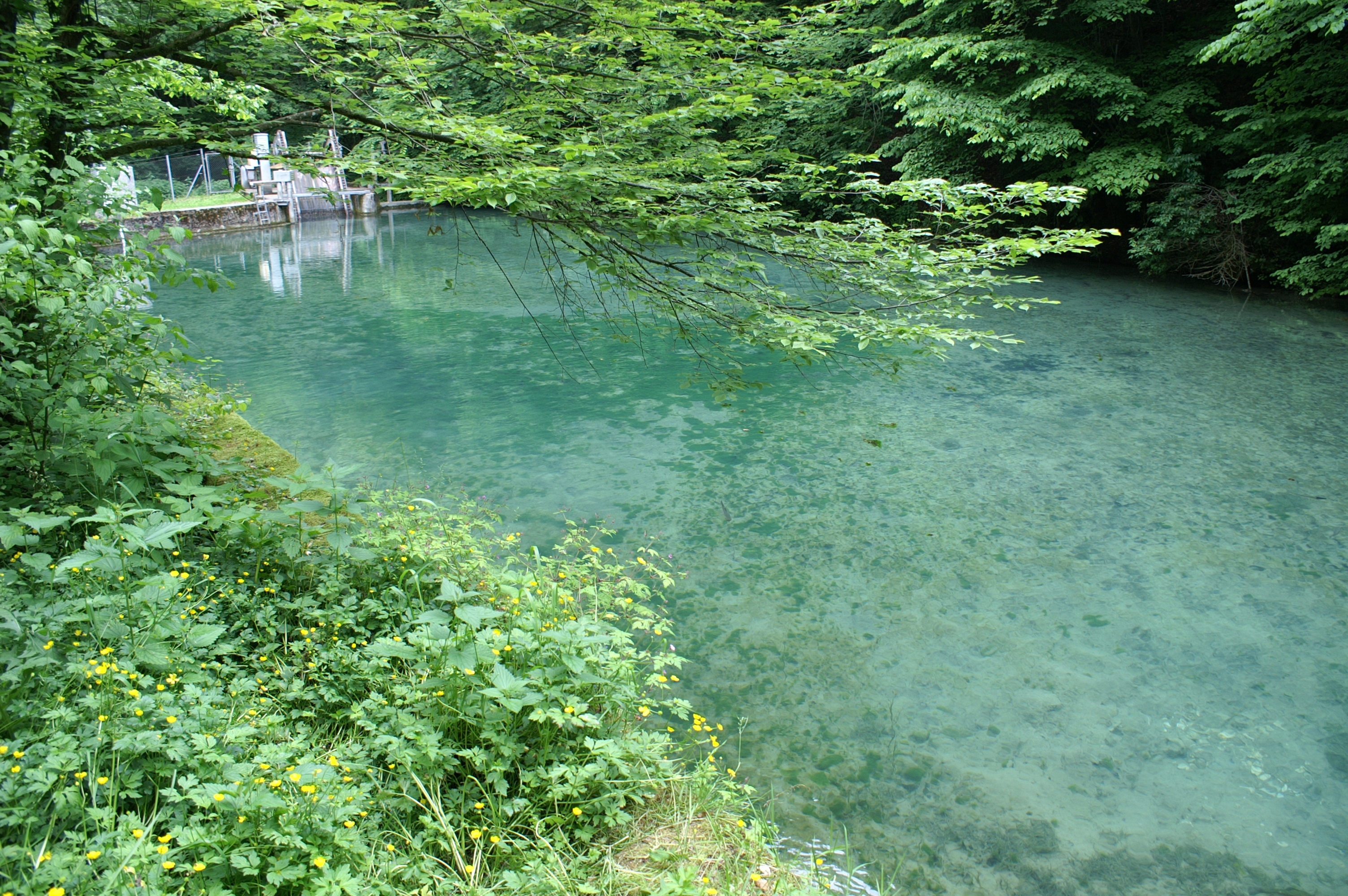
Ermsursprung

Die als „Ermsursprung“ bezeichnete Quelle befindet sich knapp einen Kilometer südöstlich des zu Bad Urach gehörenden Dorfes Seeburg im Mühltal. Die durchschnittliche Schüttung der Karstquelle beträgt zwischen 335 l/s und 380 l/s (das entspricht 20,1 m³ bzw. 22,8 m³ pro Minute). Die  Quellschüttung schwankt je nach Witterung zwischen 67 l/s und 1000 l/s.

### Verlauf
In Seeburg mündet der Fischbach, der auf weiten Strecken die Nord- und Westgrenze des ehemaligen Truppenübungsplatzes Münsingen war. Das vom Ermsursprung kommende Mühltal, das Fischburgtal und das eine Straßenverbindung aus Münsingen bildende, von Süden einmündende Seetal bilden hier eine dreigliedrige Talspinne.

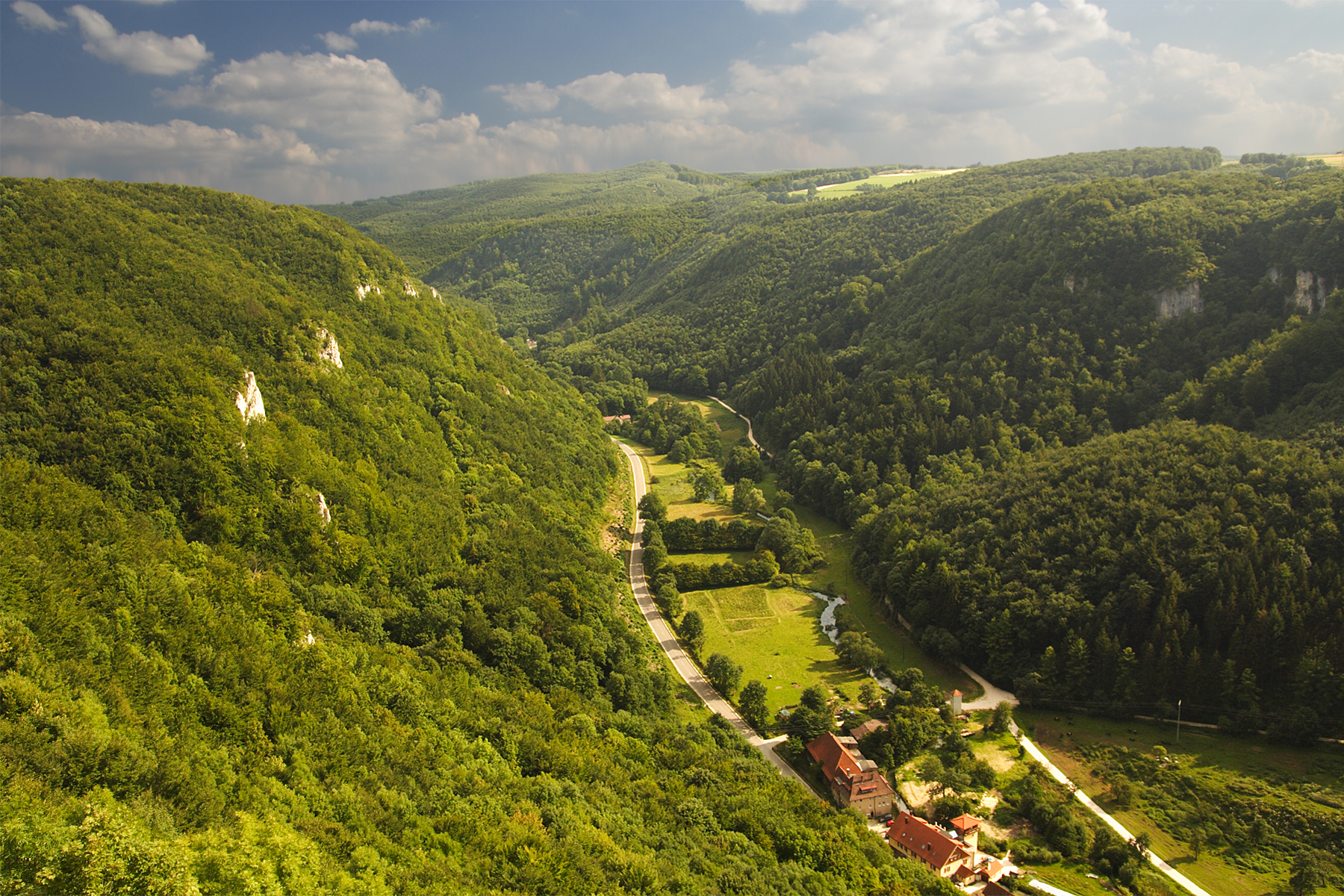
Steil erodiertes Tal der Erms mit sieben Kalktuffstufen bis Urach. Harte Massenkalkfelsen blieben stehen

Zwischen Seeburg und Bad Urach durchfließt die Erms das obere Ermstal, welches dort auf weiten Strecken die Markungsgrenze der Hochflächendörfer Wittlingen und Sirchingen bildet. Der bis zu 150 m in den Albkörper erodierte Talabschnitt ist geprägt von den hier eng gegenüberliegenden, steilen Hängen, die durchgängig bewaldet und von blanken Weißjurafelsen mit besonderen Pflanzengesellschaften gekrönt sind. Die Erms hat auf der gesamten Strecke bis nach Bad Urach hinein auf dem Talboden mächtige Kalktuffstufen (ausgefällter Kalk) gebildet, die an jedem der 7 Stufenenden bis ins 19. Jahrhundert Seen aufstauten. Die Kalktuffstufen blieben. Es verschwanden nur die meisten Seen nach und nach.
Im Bereich der Altstadt von Urach liegt das Zentrum einer weiteren Talspinne. Hier mündet von Osten das mehrfach verzweigte Talsystem der Elsach, deren Quellen in der Falkensteiner Höhle und im Elsachbröller liegen. Von Südwesten, vom Maisental her, wo der Uracher Wasserfall und der Gütersteiner Wasserfall liegen, mündet der Brühlbach. Unterhalb von Urach weitet sich das durch die Erms erodierte Stufenrandtal. Talabwärts mehren sich die Spuren der frühen Nutzung der Wasserkraft der Erms während der Industrialisierung. In Dettingen existiert nach wie vor eine Papierfabrik.
In Neuhausen mündet der Glemsbach. Hier wie in Metzingen begleiten Weinberge den Flussverlauf. Die Erms verlässt das Tal des Juragebirges und geht über in das Albvorland. Unterhalb von Riederich mündet der zuvor lange Stetterbach genannte Riederichbach. Nachdem der Fluss Bempflingen passiert hat, mündet er in Neckartenzlingen in den Neckar, dessen Wasser über den Rhein die Nordsee erreicht.

Bilder von der Erms
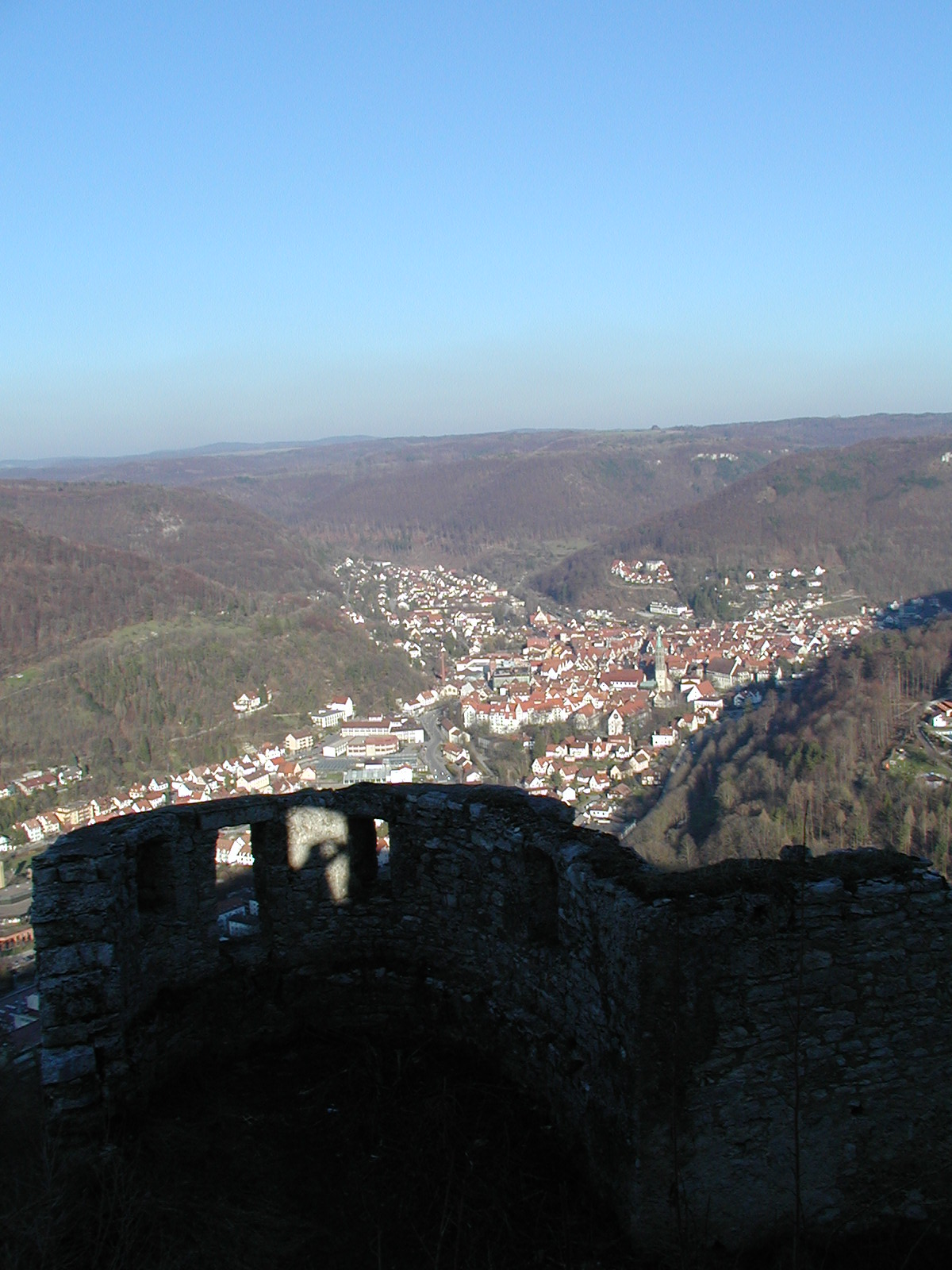
Blick von der Burgruine Hohenurach auf die im Ermstal gelegene Altstadt von Urach
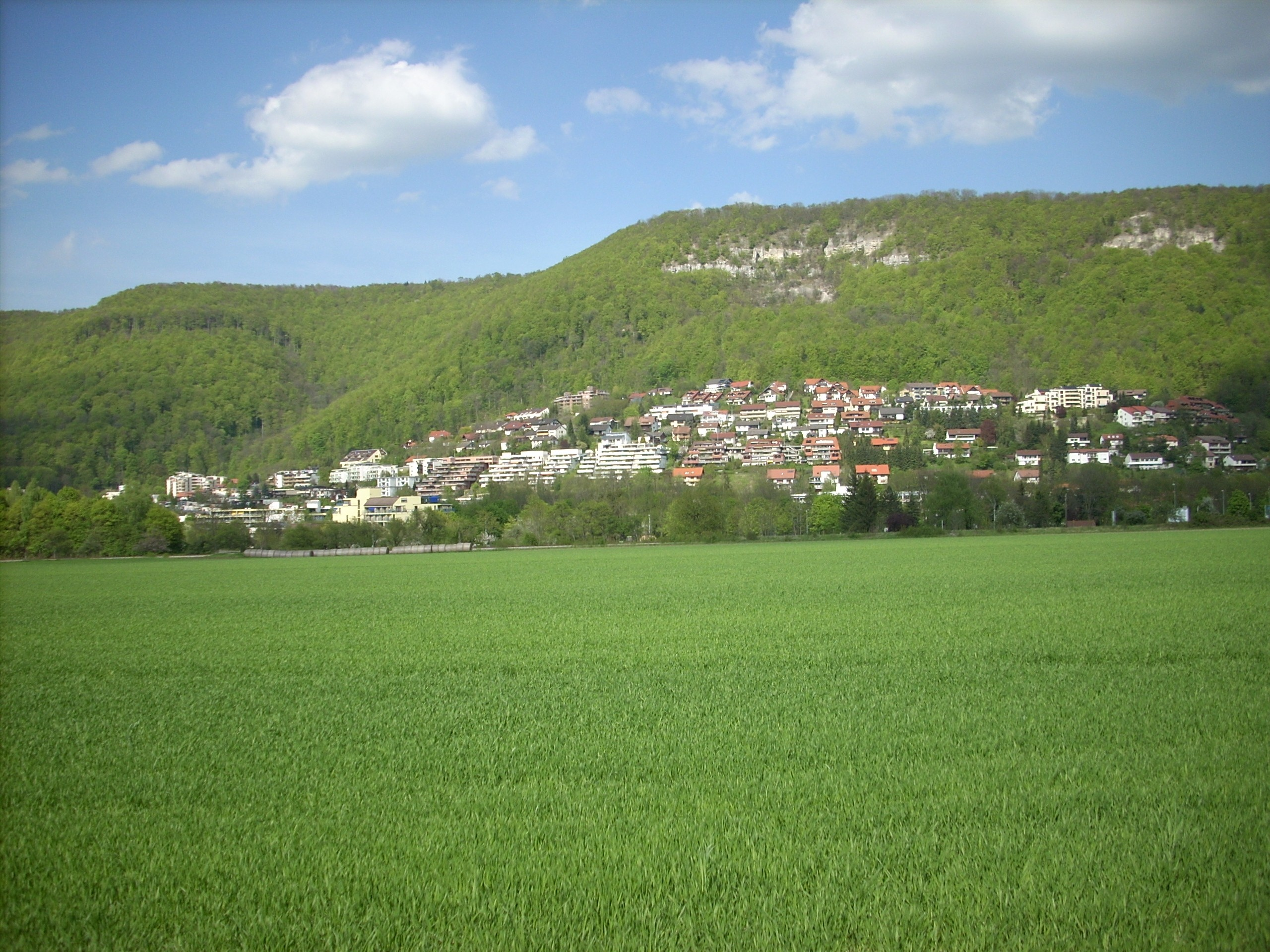
Unterhalb von Urach dominiert das am Traufhang errichtete Neubaugebiet Breitenstein die Talszene
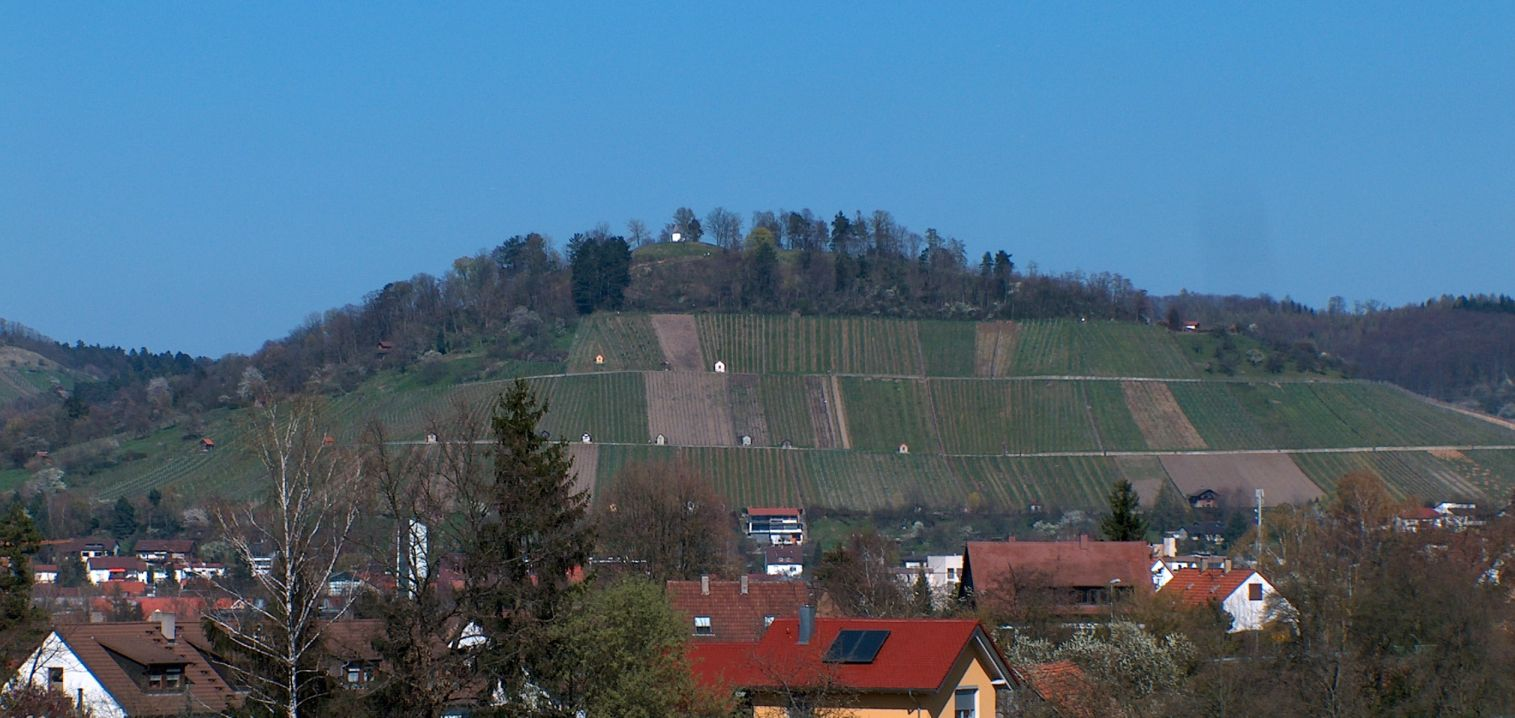
Der Metzinger Weinberg
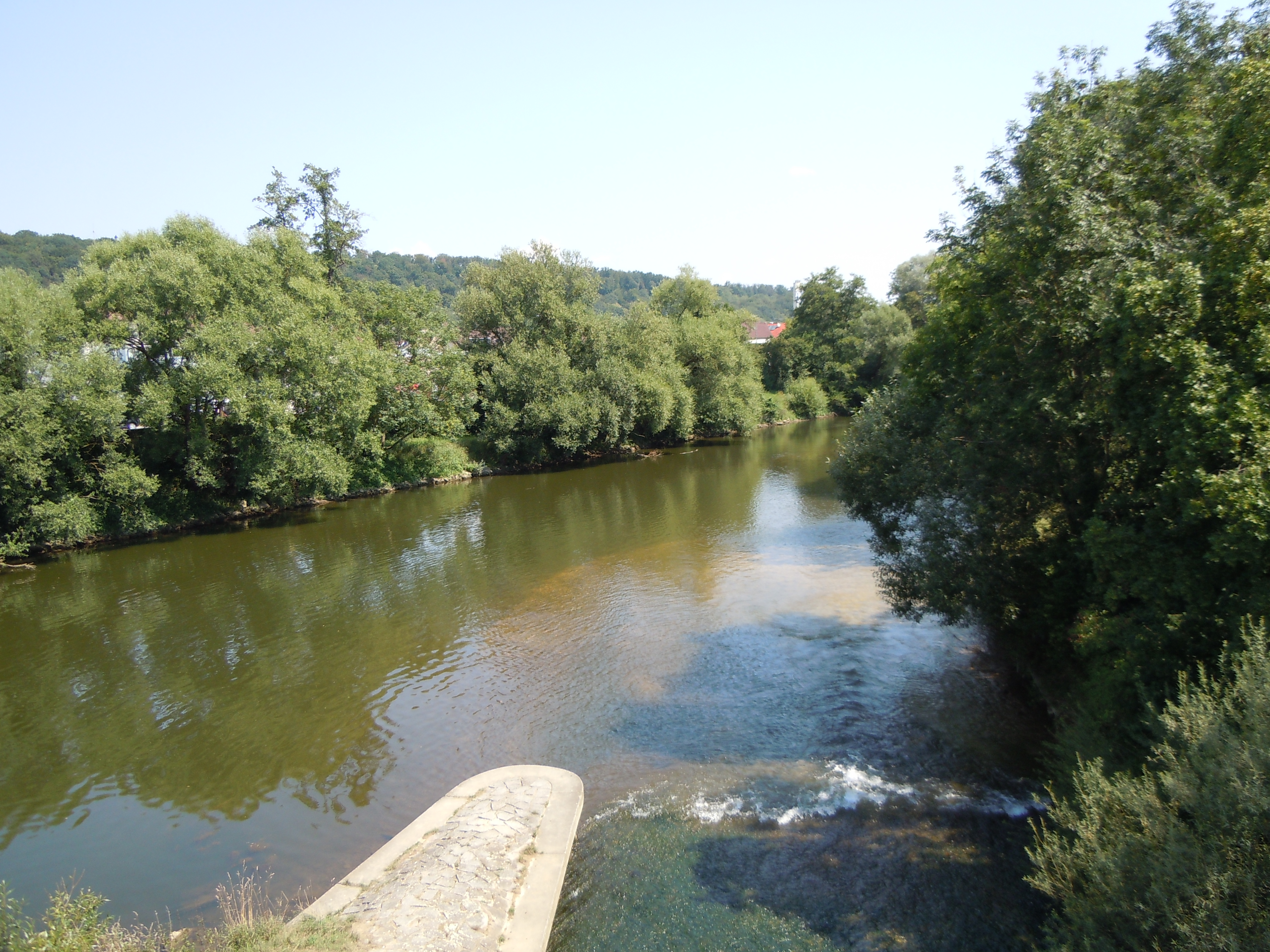
Mündung der Erms (rechts)

### Tal
Das Ermstal gehört zu den größten Talsystemen, die sich von Nordwesten her in die Schichtstufe der Schwäbischen Alb eingeschnitten haben und sie zergliedern. Die nahen großen Gewässer des Flusssystems des Rheins liegen wesentlich tiefer als die zur  Donau laufenden auf der Südostseite der Alb, so dass die rheinischen Gewässer durch rückschreitende Erosion die Europäische Hauptwasserscheide allmählich auf Kosten des Donaugebietes zurückverlegen. Durch den hier besonders nahe am Albtrauf verlaufenden Neckar und den großen Höhenunterschied dazwischen besaß die Erms genügend Erosionskraft, um eines der markantesten Täler des Albtraufs zu formen. Das Tal ist reich an Karstphänomenen. Das durch Kalksinterablagerungen gestufte Längsprofil war einst durch mehrere natürliche Stauseen augenfälliger als heute und begünstigte wegen der damit leicht nutzbaren Wasserkraft die gewerbliche Entwicklung am Fluss.

### Einzugsgebiet
Die Erms entwässert ein etwa 179 km² großes Gebiet im Wesentlichen auf der mittleren Schwäbischen Alb und in deren Vorland. Naturräumlich gesehen gehört sein oberer Teil zur Mittleren Kuppenalb, der untere fast ganz zum Vorland der mittleren Schwäbischen Alb, wo sie nacheinander die Neuffen-Vorberge und das Erms-Steinach-Albvorland durchläuft. Zuletzt rechnet ein mündungsnaher Zwickel noch zum Unterraum Nürtinger-Esslinger Neckartal der Fildern.
Der höchste Punkt im Gebiet erreicht im Bereich der Kuppe des Römersteins auf der Albhochfläche etwa 870 m ü. NHN.

### Zuflüsse
Zuflüsse von der Quelle zur Mündung. Mit Länge und teilweise Einzugsgebiet. Andere Quellen sind vermerkt. Nachweise für Zuflüsse mit bestehenden Artikeln in diesen.
Auswahl, in der Regel ohne Seitenkanäle.
Ermsursprung im Mühltal weniger als einen Kilometer vor Seeburg.
- Trailfinger Bach, Oberlauf durch Trailfinger Schlucht und Mühltal bis zum offiziellen Ursprung, ca. 2,0 km. Beginn seinen Lauf an der Trailfinger Kläranlage.
- Fischbach, von rechts in Bad Urach-Seeburg 8,4 km und 36,0 km².[5] Die Erms mitsamt dem Trailfinger Bach ist am Zusammenfluss erst 3,6 km lang und hat dort ein oberirdisches Einzugsgebiet von nur 8,7 km².
- Seebach, von links in den Mühlgraben links der Erms in Seeburg, der auf 581,5 m ü. NHN in die Erms zurückfließt, 1,3 km.
- (Bach vom Fleinsbrunnen), von rechts in den Triebwerkskanal abwärts von Seeburg, der auf 556,3 m ü. NHN in die Erms zurückfließt, 1,2 km.
- Kohlteichgraben, von links, 1,5 km.
- (Bach vom Jakobsbrunnen), von rechts, 0,6 km.
- Grindelbach, von links, 1,1 km.
- (Bach vom Fischerbrunnen), von links, 0,3 km.
- Übereich, Auenquellenanfluss von rechts in den Triebwerkskanal bei Bad Urach-Georgenau, 0,4 km.
- Sirchinger Wasserfall, von links, 0,1 km.
- Wittlinger Bach, von rechts auf etwa 505 m ü. NHN westlich von Bad Urach-Wittlingen, 1,8 km und ca. 3,6 km².
- Wiesengraben, von rechts vor der Georgii-Siedlung, unter 0,1 km.
- Nottenbach, von links auf etwa 475 m ü. NHN am Südrand der geschlossenen Bebauung des zentralen Bad Urach, 1,1 km und ca. 1,2 km²,
- Elsach, von rechts unter 450 m ü. NHN in der Stadtmitte von Bad Urach, 5,4 km und 30,5 km².
- (Bach aus dem Seltbachtal), von links in Bad Urach, 0,5 km.
- Brühlbach (!), von links auf 425,1 m ü. NHN am unteren Ortsende von Bad Urach, 3,4 km und 8,1 km².
- Eschenbach, von links auf 409,8 m ü. NHN an der Papierfabrik von Dettingen an der Erms, 1,2 km.
- Herdterngraben, von rechts an der Papierfabrik von Dettingen an der Erms in den Ermskanal, 0,5 km.
- Gweidachgraben, von rechts an der Papierfabrik von Dettingen in den Ermskanal, 0,4 km.
- Talgraben, von rechts auf 400,7 m ü. NHN zwischen Papierfabrik und Dettingen, 3,6 km und 4,2 km².
- Rosstriebbach, von links in Dettingen, 0,6 km mit rechtem Oberlauf Rohrbach.
- Sulzbach, von rechts in Dettingen, 1,3 km.
- Krebsgraben, von rechts in Dettingen, 1,5 km.
- Lochbach, von rechts in Dettingen, 1,4 km.
- Peteräckergraben, von links in Dettingen in den Kraftwerkskanal Wasserschlössle neben der Erms, 1,1 km.
- Nitzenbach oder Nützenbach, von rechts in Dettingen, 1,4 km.
- Saubronnenbach, von links, 1,4 km.
- Saulbach, von rechts auf 371,3 m ü. NHN zwischen Dettingen und Neuhausen an der Erms, 2,3 km und 1,9 km².
- Leberbach, von links in Neuhausen, 2,0 km und 1,7 km².
- Glemsbach, von links in Neuhausen, 4,3 km und 11,4 km².[5] Siehe auch Pumpspeicherwerk Glems.
- Wangenbach, von links gegenüber der Bebauungsgrenze von Neuhausen zu Metzingen, 1,2 km.
- Spalerbach, von rechts in Metzingen, 2,4 km.
- Buchbach oder Scheulerbach, von links in den danach Lohmühlkanal genannten Ermskanal in Metzingen, der auf 341,9 m ü. NHN zurückläuft, 3,3 km.
- Vogelherdbach, von links in den genannten Ermskanal in Metzingen, 0,8 km.
- Hölzlebach, von links in Metzingen, 1,1 km.
- Brühlbach (!), von rechts in Metzingen, 1,8 km.
- Korrenbach, von rechts in Metzingen auf 334,7 m ü. NHN, 2,0 km.
- Lindenbach, von rechts auf 331,1 m ü. NHN, 3,5 km und 3,8 km².
- Riederichbach, von links nach Riederich, 8,2 km und 8,9 km². Mit Abschnittsnamensfolge Riederichbach → Stettertbach → Brühlwiesenbach → Riederichbach.
- Ettwiesenbach, von rechts auf 316,9 m ü. NHN nach Riederich in den Bempflinger Mühlkanal, 3,0 km und 2,0 km².
- Steidenbach, von rechts in Bempflingen in den Bempflinger Mühlkanal, 2,8 km und 2,6 km².
- Krotenbach, von rechts in Bempflingen in den Bempflinger Mühlkanal, 1,6 km und 1,4 km².

Mündung der Erms von rechts auf 285,4 m ü. NHN in den Neckar in Neckartenzlingen.

## Hochwasser
Historische Hochwasser mit Überschwemmungen im Ermstal sind aus den Jahren  1661, 1687, 1691, 1741, 1779, 1789, 1816 und 1849 bekannt.
Im Folgenden einige Beschreibungen der Schäden und Auswirkungen dieser Ereignisse:
1741 in Metzingen
- „Eine der bedeutendsten Überschwemmungen ereignete sich den 9. Juli 1741. Das auf dem Viehmarkt (Lindenplatz) allein befindliche Wachthaus wurde ringsum von den wilden Fluten umfangen und unterwühlt; es stürzte zusammen, und weil gerade ein Feuer auf dem Herde brannte, geriet das einstürzende Gebälk von Wasser umgeben in Flammen. Die Hausfrau – ein armes Soldatenweiblein – stürzte von der Bühne herab und kam elendiglich und langsam im Feuer um, ohne dass die ziemlich weit entfernten Zuschauer zur Hilfe heranrücken konnten.“ (aus Metzinger Stadtchronik)

1787 in Urach
- Nach anderen Urkunden stürzte bei einer Überschwemmung im Juli 1787 im hinteren Mauchental bei Urach ein Berg ein.

1789 in Metzingen, Dettingen und Urach
- Auf einen schneereichen Winter folgte Ende Juli 1789 die größte Überschwemmung im schönen Ermstal. Durch mäßige, aber zweitägige ununterbrochene Regen ist die Erms mit ihren Nebenbächen sehr angeschwollen. Am 29. Juli nachmittags 1 Uhr versuchten hiesige Einwohner oberhalb der Wehre und an den Brücken den anrückenden Hölzern und Baumstämmen freien Abzug zu verschaffen, das übervolle Flussbett flutete gewaltig über, sodass mächtige Wasserwogen auf die Häuser eindrangen. Gegen Abend stürzte das erste Haus zusammen, demselben Schicksal fielen bald weitere anheim. Die Wellen stiegen bis zum folgenden Tag morgens um 1 Uhr. Im Ganzen waren 16 Häuser von Erdboden verschwunden, 4 weitere Gebäude hatten starke Beschädigungen aufzuweisen. Das Mühlwehr war entfernt, die Mahlmühle zerstört, 7 Morgen Acker sind weggeschwemmt; auch 55 Morgen Wiesen und Grasgärten verwüstet worden. Auf der Markungsgrenze gegen Neuhausen kamen 10 römische Altäre[17] zum Vorschein. Der Gesamtschaden erreichte die Summe von 52 579 Gulden. Die in höchste Gefahr geratenen Hausbewohner retteten mit knapper Not ihr Leben, es ist damals wunderbarerweise niemand ertrunken. (Metzinger Stadtchronik)
- Die Gemeinde Metzingen hat infolgedessen für seine geschädigten Einwohner um Unterstützung gebeten.[18]

- Unter mehreren Überschwemmungen, von welchen die Stadt (Urach) und das Thal heimgesucht worden sind, war die im Jahr 1789, welche in Metzingen so große Verheerungen anrichtete, die furchtbarste. Sie riss mehrere Brücken, die Hammerschmiede und eine Sägemühle weg; zwey Menschen verloren dabey das Leben. (Oberamtsbeschreibung Urach 1831)[19]

- Dettinger Mühlwehr [bei der ehem. oberen Mühle] wurde mehrfach durch Hochwasser zerstört, so 1756, 1763, 1767 und 1789. (Dettingen/Erms)[20]
- Das Hochwasser 1789 war auch eines der größten am Neckar, dessen Lauf infolgedessen korrigiert wurde.[21]

1819 in Metzingen und Riederich
- Am 14. Juni 1819 richtete ein Hochwasser große Schäden zwischen Metzingen und Riederich an.

1824 und 1830 in Metzingen
- Große Überflutungen in den Jahren 1824 und 1830 rissen das auf Markung Metzingen liegende unterste Ermswehr weg.

1876 in Seeburg
- Unterhalb Seeburg wurde das Flussbett bei einem Hochwasser vom Februar 1876 durch Geschiebe vollständig zugeschwemmt, sodass eine gründliche Ausräumung erfolgen musste.

Pegelhöchststände:
- Am Pegelhaus in Riederich wurden folgende Höchststände an der Erms gemessen: [22]
  - 2002: 2,36 m
  - 2013: 2,23 m
  - 1971: 2,11 m
  - 1938: 2,07 m
  - 2021 wird als 100-jährlicher Hochwasserstand im dortigen Bereich 2,42 m (HW100) angenommen, wobei der mittlere Wasserstand 0,53 m (MW) beträgt.

Weiterhin gilt als 100-jährlicher Hochwasserabfluss 67,4 m³/s (HQ100), wobei der mittlere Abfluss 3,29 m³/s (MQ) beträgt.

## Geschichte
Während der Römerzeit bestand am strategisch günstigen Ort des Talaustritts, am Platz des heutigen Metzingen, eine wichtigere römische Siedlung, die Vicus Armissium hieß. In der alemannischen Zeit wurde das Ermstal Swiggerstal genannt, später wurde der bis ins 15. Jahrhundert als Landschaftsbezeichnung verwendete Name auf ein größeres Gebiet (Gau?) übertragen. Die Orte kamen im Mittelalter zu Württemberg und teilen seitdem dessen Schicksal. Im 16. Jahrhundert wurden daher alle an der Erms gelegenen Gemeinden reformiert.
Innerhalb Württembergs gehörten die Siedlungen zum Oberamt Urach, nur Neckartenzlingen war Teil des Oberamts Nürtingen. Die Uracher Orte gingen 1938 mit der Auflösung des Kreises Urach überwiegend auf den Landkreis Reutlingen über. Bempflingen kam mit Neckartenzlingen zum Landkreis Nürtingen, 1973 zum Landkreis Esslingen; die Dörfer oberhalb Urachs, wie Seeburg, Wittlingen und Sirchingen, kamen 1938 zum Landkreis Münsingen, 1973 ebenfalls zum Landkreis Reutlingen.